# Vrijmetselarij in België
De vrijmetselarij in België omvat een een groot aantal obediënties ofwel koepelorganisaties van vrijmetselaarsloges. De oudste en grootste is het Grootoosten van België welke anno 2025 ongeveer 10.000 leden heeft. Daarnaast zijn er nog verschillende kleinere obedientiës, gezamenlijk hebben zij ongeveer 25.000 leden.
De basis wordt gevormd door die obediënties waar de basisgraden van leerling, gezel en meester worden verleend. Daarnaast zijn er diverse obediënties voor de vervolgpaden of hogere graden, waarin aspecten van de drie basisgraden verder worden uitgewerkt. De vervolgpaden - ook wel voortgezette werkwijzen genaamd - kennen daarbij hun eigen inwijdingen en gradenstelsel.
De situatie van de Belgische vrijmetselarij staat in sterk contrast met de situatie in de meeste andere landen. Een kleine minderheid van de loges in België behoort tot de zogenaamde reguliere vrijmetselarij, de meer traditionele vorm die er een deïstische visie op nahoudt. De meerderheid van de Belgische obediënties behoort echter tot de irreguliere vrijmetselarij, welke een atheistische en adogmatische visie heeft. De meerderheid van de obediënties is gemengd.
Ten slotte zijn er ook een aantal  aan de vrijmetselarij verwante organisaties in België, waaronder enkele  para-maçonnieke; dit zijn organisaties die overeenkomsten vertonen met de vrijmetselarij maar er geen deel van uitmaken.

## Beknopte geschiedenis
De geschiedenis van de vrijmetselarij op wat vandaag Belgische bodem is, begint in de periode van de Oostenrijkse Nederlanden en het prinsbisdom Luik (1713 -1789).  De eerste vrijmetselaarsloge op Belgische bodem werd in 1721 in Bergen gesticht onder de naam Parfaite Union, daarna volgden in 1730 loges in Gent en Doornik. 
Vanaf 1740 werden verschillende loges opgericht door buitenlandse militairen of burgers, die in België vertoefden en voornamelijk afkomstig waren uit Engeland en Frankrijk. De vrijmetselarij verspreidde zich gestaag en verschillende buitenlandse obediënties trachtten voet aan de grond te krjgen zoals de Grootloge van Holland, de Grand Lodge of England en de Grand Lodge of Scotland. 
In 1766 wordt François Bonaventure Joseph du Mont, markies de Gages namens de Grande Loge de France benoemd tot Grand maître provincial et inspecteur général des loges rouges et bleues pour les provinces de Flandres, de Brabant et de Hainaut. Hij trachtte de verschillende loges onder een centraal gezag te groeperen en te doen aansluiten bij de Grande Loge de France, maar was in eerste instantie weinig succesvol. In 1770 werd hij Provincial Grand Master for the Austrian Netherlands, een provinciale grootloge van de Grand Lodge of England waarna hij meer succes had. In 1786 waren 26 loges lid van de provinciale grootloge. De Gages introduceerde ook de hogere graden vrijmetselarij in de Oostenrijkse Nederlanden.
Nadat Jozef II in 1780 aan de macht kwam als keizer van het Roomse Rijk en heerser werd over de Oostenrijkse Nederlanden, hervormde hij de vrijmetselarij dramatisch. In 1785 verbood hij tegelijkertijd het lidmaatschap van een loge bij een buitenlandse obediëntie, schafte de hogere  graden vrijmetselarij af en beperkte het aantal vrijmetselaarsloges tot drie loges te Brussel. In 1786 verbood hij alle maçonnieke activiteit en bleef er bijna niets meer over van de eerder sterk gegroeide vrijmetselarij.
In 1789 vond de Franse Revolutie en als uitvloeisel daarvan worden de Oostenrijkse Nederlanden in 1794 geannexeerd door Frankrijk. Gedurende de zogeheten Franse tijd (1794-1815) is er sprake van een nieuwe bloeiperiode van de vrijmetselarij. Slapende loges werden heropgericht, nieuwe loges ontstonden en er waren ook een groot aantal veldloges die door militairen werden opgericht. Eind 1813 waren er opnieuw 34 vrijmetselaarsloges in de Zuidelijke Nederlanden. 
Na de nederlaag van Napoleon in Waterloo werden de Noordelijke en de Zuidelijke Nederlanden in 1815 samengesmolten tot het Verenigd Koninkrijk der Nederlanden, met koning Willem I der Nederlanden als vorst van de eenheidsstaat. Het Grootoosten der Nederlanden, onder grootmeester Prins Frederik der Nederlanden, werd geherstructureerd en opgedeeld in twee provinciale grootloges. In de praktijk bleef een wezenlijke integratie echter achterwege. De Aloude en Aangenomen Schotse Ritus deed zijn intrede en op 6 maart 1817 werd te Brussel een Opperraad van de Aloude en Aangenomen Schotse Ritus geconstitueerd, de Supréme Conseil pour le Royaume des Pays Bas. 
Na de Belgische Revolutie in 1830 werd op 23 februari 1833 het Grootoosten van België opgericht onder auspiciën van koning Leopold I van Saksen-Coburg-Gotha. Het Grootoosten werd formeel als reguliere obediëntie erkend door de United Grand Lodge of England.  In 1872 schrapte het Grootoosten echter, onder invloed van antiklerikale sentimenten, elke verwijzing naar de Opperbouwmeester van het Heelal uit de statuten. Niet veel later werd ook de aanwezigheid van de Bijbel uit de loges gebannen. Op het einde van de 19e eeuw verloor het Grootoosten van België daardoor definitief zijn erkenning als reguliere obediëntie. 
Op 21 november 1910 hield Georges Martin, oprichter en grootmeester van de Ordre Maçonnique Mixte International Le Droit Humain een voordracht in de loge Les Amis Philantropes (nº 1) te Brussel. Als gevolg hiervan werd op 22 februari 1911 de eerste Belgische Droit Humain loge opgericht, nº 45 Egalité. Tijdens de Eerste Wereldoorlog werd de maçonnieke activiteit in bijna alle loges stilgelegd.
Tijdens de Tweede Wereldoorlog worden op last van de Duitse bezetter alle loges gesloten en alle.maçonnieke activiteiten verboden. Na de bevrijding in 1945 kwam de vrijmetselarij moeilijk terug op gang, het Grootoosten richtte de eerste nieuwe loges pas op vanaf 1956. Op 4 december 1959 besloten enkele loges zich af te splitsen van het Grootoosten van België en richtten twee dagen later te Luik de Grootloge van België op, in een poging de maçonnieke regulariteit opnieuw te verwerven. De Grootloge van België werd in 1965 officieel erkend als reguliere obediëntie door de United Grand Lodge of England, andere buitenlandse obediënties volgden. 
In 1979 verbrak de United Grand Lodge of England echter weer haar banden met de Grootloge van België, hierin snel gevolgd door vele andere obediënties. Op 15 juni 1979 scheurden als uitvloeisel daarvan zich negen loges af van de Grootloge om de Reguliere Grootloge van België te vormen. De Reguliere Grootloge van België is anno 2025 de enige zelfstandige Belgische obediëntie die wordt erkend door de United Grand Lodge of England. 
Vanaf het midden van de 20e eeuw vonden verschillende reguliere vervolgpaden hun plaats in het Belgische maçonnieke landschap, zoals de Orde van het Heilig Koninklijk Gewelf en de Orde van Merkmeesters. Op 20 april 1974 richtte de Grand Loge Féminine de France een eerste loge in Brussel op, gevolgd door loges in Luik, Brussel en Charleroi. In 1981 werd onder een Frans charter de Vrouwengrootloge van België opgericht. 
Op 11 november 2006 ten slotte werd te Brussel de gemengde obediëntie Lithos Confederatie van Loges opgericht. De initiatiefnemers kwamen uit het Grootoosten van België, Le Droit Humain, de Grootloge van België en het Grootoosten van Luxemburg.

## Basisgraden
Bij de obediënties die in België de basisgraden van leerling, gezel en meester verlenen kan onderscheid gemaakt worden in zelfstandige Belgische obediënties en buitenlandse obediënties met een vertegenwoordiging in België.

### Belgische obediënties
In onderstaande tabel een opsomming van alle zelfstandige Belgische obediënties die de basisgraden van leerling, gezel en meester verlenen, anno 2025.
| Obediëntie                     | Type                  | Omvang    | Omschrijving |
| ------------------------------ | --------------------- | --------- | --- |
| Reguliere Grootloge van België | regulier, masculien   | 62 loges  | De grootste reguliere obediëntie in België. Opgericht in 1979 als afscheuring van de Grootloge van België. |
| Grootloge van België           | irregulier, masculien | 70 loges  | Een obediëntie welke in 1959 werd opgericht als afsplitsing van het Grootoosten van België. Initieel regulier, maar vanaf 1979 irregulier.                                                                                                  |
| Grootoosten van België         | irregulier, gemengd   | 118 loges | De oudste en grootste obediëntie in België, opgericht in 1833. Oorspronkelijk alleen toegankelijk voor mannen, maar sinds 2020 is zij een confederatie die bestaat uit een mannenfederatie, een gemengde federatie en een vrouwenfederatie. |
| Lithos Confederatie van Loges  | irregulier, gemengd   | 42 loges  | De confederatie is in 2006 ontstaan uit loges die oorspronkelijk tot andere obediënties behoorden. Ze staat open voor loges die exclusief mannelijk, exclusief vrouwelijk of gemengd zijn en telt ook loges in Zwitserland en Duitsland.    |
| Vrouwengrootloge van België    | irregulier, feminien  | 48 loges  | De obediëntie werd in 1974 gesticht onder meterschap van de Grande Loge Féminine de France, vanaf 1981 waren er ook Nederlandstalige loges. Zij telt ook enkele loges in Denemarken en de Verenigde Staten van Amerika.                     |

### Buitenlandse obediënties
Een opsomming van alle buitenlandse obediënties met een vertegenwoordiging in België.
| Obediëntie                                                      | Type                  | Omvang    | Omschrijving |
| --------------------------------------------------------------- | --------------------- | --------- | --- |
| Grand Lodge of Scotland                                         | regulier, masculien   | 2 loges   | Deze obediëntie werd opgericht in 1736. De hoofdzetel is in Schotland, maar ze is sinds 1933 ook aanwezig in België. Anno 2025 heeft zij een loge in Brussel en een in Antwerpen.                                                                 |
| Grande Loge Traditionnelle et Symbolique Opéra                  | regulier, masculien   |           | Een Franse obediëntie met een kleine vertegenwoordiging in België waaronder een loge in Brussel. |
| Grande Loge de France                                           | irregulier, masculien | 2 loges   | De op een na oudste obediëntie van Frankrijk met hoofdzetel in Parijs. De Grande Loge de France is een irreguliere obediëntie en kent twee actieve loges in België, een in Doornik (Tournai) en een in Baisieux.                                  |
| Belgische Federatie Le Droit Humain                             | irregulier, gemengd   | 113 loges | De Belgische vertegenwoordiging van de Ordre Maçonnique Mixte International Le Droit Humain, een internationale gemengde obediëntie die werd opgericht in 1893 en haar hoofdzetel heeft in Parijs. De Belgische federatie werd opgericht in 1912. |
| Grootoosten van Luxemburg                                       | irregulier, gemengd   | 3 loges   | Een gemengde obediëntie met haar hoofdzetel in Luxemburg stad. Zij heeft in België drie loges, waarvan 2 in Vlaanderen en 1 in Wallonië. |
| Gran Oriente Latinoamericano                                    | irregulier, gemengd   | 2 loges   | Een Latijns-Amerikaanse koepel van loges. In België heeft ze twee loges, Francisco De Miranda-Pensamiento Libertariote nr. 28 te Aalst en loge Sur nr. 39 in Brussel.                                                                             |
| Gran Logia Simbólica Española                                   | irregulier, gemengd   | 1 loge    | Een Spaanse koepel van loges. De koepel werd opgericht in 1979. In België heeft deze obediëntie één loge, La Luz nr. 4 te Gent. |
| Ordre Initiatique et Traditionnel de l'Art Royal                | irregulier, gemengd   | 1 loge    | Een Franse orde, die uitsluitend werkt volgens de Operatieve Ritus van Salomon. In België heeft ze een werkplaats, Le Diamant Bleu nr. 126 in Péruwelz.                                                                                           |
| Grande Loge Belge du Rite Ancien et Primitif de Memphis-Misraïm | irregulier, gemengd   |           | De Belgische vertegenwoordiging van L’Ordre International du Rite Ancien et Primitif de Memphis-Misraïm. Deze obediëntie werkt volgens de ritus van Memphis-Misraïm en kent enkele werkplaatsen in België.                                        |

## Vervolgpaden

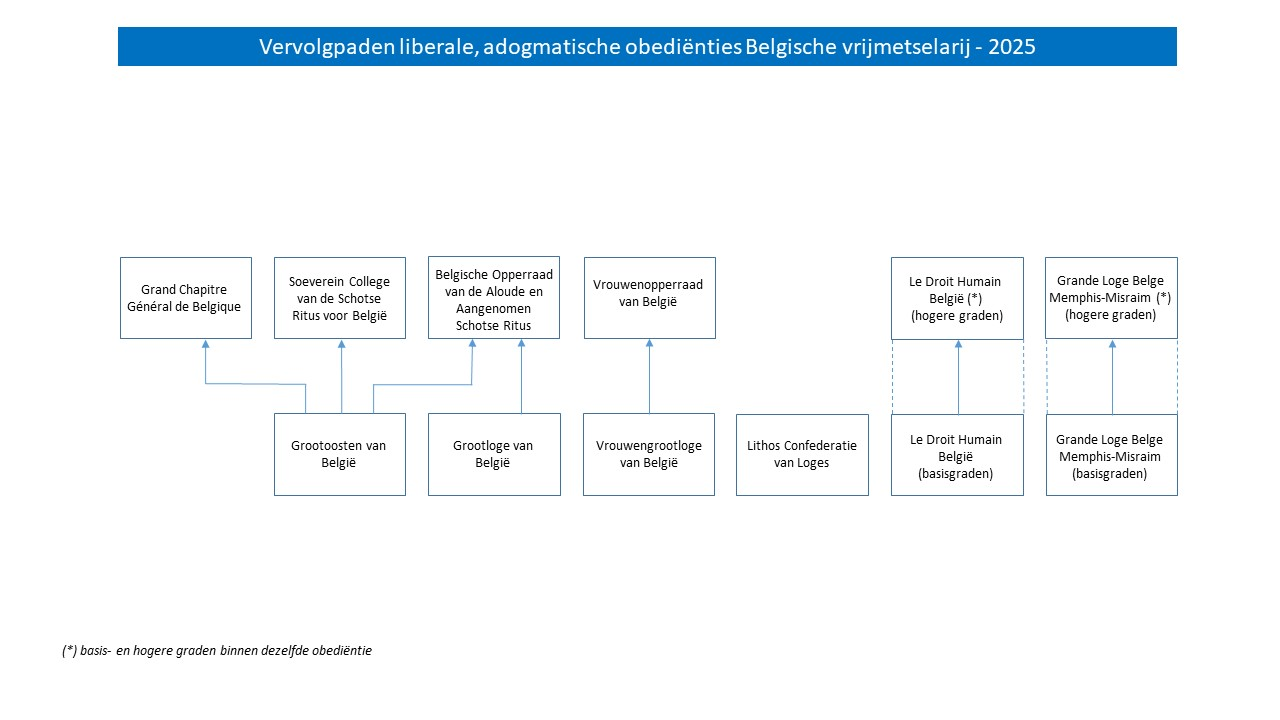
Vervolgpaden Belgische Vrijmetselarij 2025

De Aloude en Aangenomen Schotse Ritus is veruit het populairste hogere gradensysteem in België, historisch werd deze ritus vaak in de irreguliere vrijmetselarij gehanteerd. Daarnaast zijn er overwegend in de reguliere vrijmetselarij nog enkele andere systemen in zwang, die uit de Angelsaksische vrijmetselarij stammen. Bij al deze vervolgpaden gebruikt men vaak verschillende benamingen voor de loges die onder een obediëntie vallen, bijvoorbeeld kapittels of conclaven. 
Ook hier kan onderscheid gemaakt worden in zelfstandige Belgische obediënties en buitenlandse obediënties met een vertegenwoordiging in België.

### Belgische obediënties
In onderstaande tabel een opsomming van alle zelfstandige Belgische obediënties die een vervolgpad bieden, anno 2025.
| Obediëntie                                                      | Type                  | Omvang                                       | Omschrijving |
| --------------------------------------------------------------- | --------------------- | -------------------------------------------- | --- |
| Opperraad voor België van de Aloude en Aangenomen Schotse Ritus | regulier, masculien   |                                              | Opgericht in 1817 is dit een obediëntie die de dertig hogere graden van de Aloude en Aangenomen Schotse Ritus verleent. Zij rekruteert uitsluitend onder de leden van de Reguliere Grootloge van België en de Grand Lodge of Scotland.                                                                    |
| Grootkapittel van het Heilig Koninklijk Gewelf                  | regulier, masculien   |                                              | Deze obediëntie werd opgericht in 1966 en werkt volgens de ritus van de Royal Arch. Zij vormt een vervolgpad voor leden van de Reguliere Grootloge van België. |
| Grootpriorij van België                                         | regulier, masculien   | 10 loges                                     | Deze obediëntie werd opgericht in 1986 en werkt in de drie hogere graden van de Gerectificeerde Schotse Ritus. Ook zij vormt een vervolgpad voor leden van de Reguliere Grootloge van België. |
| Belgische Opperraad van de Aloude en Aangenomen Schotse Ritus   | irregulier, masculien |                                              | Deze obediëntie komt voort uit een fusie in 2002 van de Opperraad van de Aloude en Aangenomen Schotse Ritus voor België en de Grote Opperraad van de Aloude en Aangenomen Schotse Ritus voor België. Zij rekruteert uitsluitend onder de leden van de Grootloge van België en het Grootoosten van België. |
| Souverein College van de Schotse Ritus voor België              | irregulier, gemengd   | - 16 kapittels - 10 aeropagi - 1 consistorie | Opgericht in 1961 is dit eveneens een obediëntie die de dertig hogere graden van de Aloude en Aangenomen Schotse Ritus verleent. Zij rekruteert uitsluitend onder de leden van het Grootoosten van België.                                                                                                |
| Vrouwenopperraad van België                                     | irregulier, feminien  |                                              | Opgericht in 1986 en eveneens een obediëntie die de dertig hogere graden van de Aloude en Aangenomen Schotse Ritus verleend. Zij rekruteert uitsluitend onder de leden van de Vrouwengrootloge van België.                                                                                                |

### Buitenlandse obediënties
Een opsomming van alle buitenlandse obediënties met een vertegenwoordiging in België. 
| Obediëntie                                                      | Type                | Omvang                   | Omschrijving |
| --------------------------------------------------------------- | ------------------- | ------------------------ | --- |
| Orde van Merkmeesters                                           | regulier, masculien | 13 loges                 | De Engelse Orde van Merkmeesters, die haar hoofdzetel heeft in Londen, wordt in België vertegenwoordigd door de District Grootloge van Merkmeesters voor België. Onder het toezicht van de District Grootloge vallen zowel de Merkmeesterloges als de daaraan gekoppelde Royal Ark Mariner loges in België. Aan tien van de dertien Merkmeesterloges is een loge verbonden van de Royal Ark Mariners. Zij vormt een vervolgpad voor leden van de Reguliere Grootloge van België. |
| Royal Order of Scotland                                         | regulier, masculien | 1 Provincial Grand Lodge | De orde heeft haar hoofdzetel in Edinburgh, Schotland. De Provincial Grand Lodge 'Belgium' van de Royal Order of Scotland is sinds 1995 werkzaam in Brugge. Zij vormt eveneens een vervolgpad voor leden van de Reguliere Grootloge van België. |
| Masonic and Military Order of the Red Cross of Constantine      | regulier, masculien | 2 conclaven              | Een vervolgpad voor vrijmetselaars die al lid zijn van de Orde van het Heilig Koninklijk Gewelf. De orde heeft haar hoofdzetel in Londen, en kent een Division voor de Benelux. Deze Division kent acht conclaven in Nederland en twee in België. |
| Belgische federatie Le Droit Humain                             | irregulier, gemengd |                          | De Belgische federatie Le Droit Humain verleent naast de drie basisgraden ook de dertig hogere graden van de Aloude en Aangenomen Schotse Ritus aan haar leden. |
| Grande Loge Belge du Rite Ancien et Primitif de Memphis-Misraïm | irregulier, gemengd |                          | De Belgische vertegenwoordiging van L’Ordre International du Rite Ancien et Primitif de Memphis-Misraïm. Zij verleent niet alleen de basisgraden maar ook de 96 hogere graden van de ritus. |

## Verwante organisaties
Er zijn verschillende organisaties in België actief die aan de vrijmetselarij gerelateerd zijn. Hierbij kan onderscheid gemaakt worden in twee categoriëen. 

### Stichtingen en fondsen
Dit betreft organisaties die gericht zijn op sociale activiteiten, liefdadigheid en geschiedkundig onderzoek, en die verbonden zijn met de vrijmetselarij. In België betreft dit met name organisaties rondom de studie en het onderzoek van de vrijmetselarij:
- Vereniging Testimonia Macionica (TEMA) te Gent (inactief)
- Uitgeverij Fonds Marcel Hofmans (inactief)
- Uitgeverij Kvadrato[8]
- Studiekring Trigonum Coronatum te Antwerpen[9]

Relevant in dit kader is ook de Leerstoel Théodore Verhaegen, een leerstoel aan de Université Libre de Bruxelles en de Vrije Universiteit Brussel met als doel het bevorderen van de wetenschappelijke studie met betrekking tot de vrijmetselarij. Zij wordt gefinancierd vanuit verschillende obediënties.

### Para-maçonnieke organisaties
Met para-vrijmetselarij worden organisaties bedoeld die in structuur, ritueel, symboliek of idealen overeenkomsten vertonen met de vrijmetselarij, maar er geen directe institutionele band mee hebben of geen deel uitmaken van de rituele kern ervan. Een aantal organisaties in België kunnen als zodanig worden aangemerkt:
- De Indepent Order of Odd Fellows is een wereldwijd genootschap met humanitaire doeleinden. Zij is afkomstig uit de Verenigde Staten en kent ook loges en een gradenstelsel. Initieel was de orde alleen voor mannen toegankelijk maar tegenwoordig omvat zij ook vrouwen- en gemengde loges. Er is een gezamenlijke Grootloge voor Nederland en België. In Nederland kent de orde een groot aantal loges maar slechts een enkele in België.
- De Belgische Martinistenorde is een mystieke orde die georiënteerd is op het gedachtegoed van de filosoof Louis-Claude de Saint-Martin. Zij is afkomstig uit Frankrijk en kent eveneens loges en een gradenstelsel.
- B'nai B'rith is een joodse organisatie, initieel opgericht om joodse immigranten te ondersteunen na hun aankomst in de Verenigde Staten. De letterlijke betekenis is 'Kinderen van het Verbond'. In België kent zij loge Henry Jones in Brussel en loge Mala Zimetbaum in Antwerpen.

De term paramaçonniek heeft ook betrekking op de zogenaamde broederkringen of fraternelles, verenigingen die enkel bestaan uit vrijmetselaars en wiens doelstellingen zich uitsluitend beperken tot de vrijmetselarij. Broederkringen bestaan uitsluitend uit vrijmetselaars die één bepaalde kwaliteit of interesse gemeenschappelijk hebben, vanuit eenzelfde achtergrond of beroepsinteresse wordt samengekomen. Broederkringen kunnen binnen één en dezelfde obediëntie opereren, of interobediëntieel zijn. In België bestaat er onder meer een broederkring van advocaten.

## Appendix
Vrijmetselarij · Beginselen · Geschiedenis · Symbolen · Vrijmetselaarsloge · Ordegrondwet · Obediëntie · Regulariteit en irregulariteit · Ritus · Graden · Grootmeester · Gemengde vrijmetselarij · Para-vrijmetselarij · Antivrijmetselarij · Vrijmetselarij in Nederland · Vrijmetselarij in België